# Pirosija
Pirosija (lat. Pyrrosia), biljni rod iz porodice osladovki smješten u potporodicu Platycerioideae. Postoji šezdesetak vrsta (vazdazelene trajnice) u tropskoj i suptropskoj Africi i Aziji, Pacifiku i Australiji
Rod je opisan u Histoire Naturelle des Végétaux, Classés par Familles 3: 471. 1803[1802].

## Vrste
1. Pyrrosia abbreviata (Zoll. & Moritzi) Tagawa
2. Pyrrosia adnascens (Sw.) Ching
3. Pyrrosia albicans (Blume) Ching
4. Pyrrosia angustata (Sw.) Ching
5. Pyrrosia angustissima (Giesenh. ex Diels) Tagawa & K.Iwats.
6. Pyrrosia assimilis (Baker) Ching
7. Pyrrosia asterosora (Baker) Hovenkamp
8. Pyrrosia avaratra Rakotondr. & Hovenkamp
9. Pyrrosia beddomei (C.B.Clarke) Hovenkamp ex Fraser-Jenk.
10. Pyrrosia bonii (Christ) Ching
11. Pyrrosia boothii (Hook.) Ching
12. Pyrrosia calvata (Baker) Ching
13. Pyrrosia ceylanica (Giesenh.) Sledge
14. Pyrrosia christii (Giesenh.) Ching
15. Pyrrosia confluens (R.Br.) Ching
16. Pyrrosia costata (Wall. ex C.Presl) Tagawa & K.Iwats.
17. Pyrrosia davidii (Baker) Ching
18. Pyrrosia distichocarpa (Mett.) K.H.Shing
19. Pyrrosia drakeana (Franch.) Ching
20. Pyrrosia eberhardtii (Christ) Ching
21. Pyrrosia elaeagnifolia (Bory) Hovenkamp
22. Pyrrosia ensata Ching & K.H.Shing
23. Pyrrosia fallax (Alderw.) M.G.Price
24. Pyrrosia flocculosa (D.Don) Ching
25. Pyrrosia foveolata (Alston) C.V.Morton
26. Pyrrosia gardneri (Mett.) Sledge
27. Pyrrosia glabra (Desv.) Fraser-Jenk.
28. Pyrrosia hastata (Thunb. ex Houtt.) Ching
29. Pyrrosia heteractis (Mett.) Ching
30. Pyrrosia heterophylla (L.) M.G.Price
31. Pyrrosia kinabaluensis Hovenkamp
32. Pyrrosia laevis (J.Sm. ex Bedd.) Ching
33. Pyrrosia lanceolata (L.) Farw.
34. Pyrrosia linearifolia (Hook.) Ching
35. Pyrrosia lingua (Thunb.) Farw.
36. Pyrrosia longifolia (Burm.f.) C.V.Morton
37. Pyrrosia mannii (Giesenh.) Ching
38. Pyrrosia matsudae (Hayata) Tagawa
39. Pyrrosia niphoboloides (Luerss.) M.G.Price
40. Pyrrosia novoguineae (Christ) M.G.Price
41. Pyrrosia nummulariifolia (Sw.) Ching
42. Pyrrosia pannosa (Mett.) Ching
43. Pyrrosia penangiana (Hook.) Holttum
44. Pyrrosia petiolosa (Christ) Ching
45. Pyrrosia piloselloides (L.) M.G.Price
46. Pyrrosia platyphylla Hovenkamp
47. Pyrrosia polydactylos (Hance) Ching
48. Pyrrosia porosa (C.Presl) Hovenkamp
49. Pyrrosia princeps (Mett.) C.V.Morton
50. Pyrrosia rasamalae (Racib.) K.H.Shing
51. Pyrrosia rhodesiana (C.Chr.) Schelpe
52. Pyrrosia rupestris (R.Br.) Ching
53. Pyrrosia samarensis (Mett.) Ching
54. Pyrrosia sarthalensis S.Singh, Sneha & B.Singh
55. Pyrrosia serpens (G.Forst.) Ching
56. Pyrrosia sheareri (Baker) Ching
57. Pyrrosia similis Ching
58. Pyrrosia sphaerosticha (Mett.) Ching
59. Pyrrosia spissa (Bory ex Willd.) Fraser-Jenk.
60. Pyrrosia splendens (C.Presl) Ching
61. Pyrrosia stenophylla (Bedd.) Ching
62. Pyrrosia stigmosa (Sw.) Ching
63. Pyrrosia stolzii (Hieron.) Schelpe
64. Pyrrosia subfurfuracea (Hook.) Ching
65. Pyrrosia tricholepis (Carruth.) Ching
66. Pyrrosia ×nipponica M.Beppu & Seriz.